# Sarascelis kilimandjari
Sarascelis kilimandjari is een spinnensoort uit de familie Palpimanidae. De soort komt voor in Tanzania.